# Дэвис, Колин
Сэр Колин Дэвис, также Дейвис (англ. Colin Davis; 25 сентября 1927 — 14 апреля 2013) — британский дирижёр.

## Биография
Родился в Вейбридже, Суррей, Великобритания. Дэвис обучался игре на кларнете в Королевском колледже музыки в Лондоне, где его не допустили к занятиям по дирижированию, ввиду плохой игры на фортепиано. Тем не менее, вместе с другими студентами, он зачастую выступал дирижёром образованного им самим оркестра Кэлмар (англ. Kalmar Orchestra).
В 1952 году Дэвис работал в Ройял Фестивал Холле, а в конце 1950-х стал дирижёром Шотландского симфонического оркестра Би-Би-Си. Первое широкое признание к нему пришло, когда он заменил заболевшего Отто Клемперера на исполнении оперы Дон Жуан Вольфганга Амадея Моцарта в Ройял Фестивал Холле в 1959 году. Год спустя, при схожих обстоятельствах, он заменял Сэра Томаса Бичема на Волшебной флейте Моцарта на Глиндебурне.
В 1960-х он работал в театре Сэдлерс Уэллс (англ. Sadler's Wells Theatre) и в Лондонском симфоническом оркестре. Он также работал Главным дирижёром Симфонического оркестра Би-би-си. В 1971-м он сменил Георга Шолти на посту главного дирижёра в Королевском театре Ковент-Гарден, где и ранее изредка выступал, проработав в нём до 1986 года. Он известен продвижением опер Майкла Типпетта: им даны премьеры его работ Сад-лабиринт (1970), и The Ice Break (1977). В 1977 году он стал первым английским дирижёром на Байройтском фестивале (посвященном работам Рихарда Вагнера), где он дирижировал Тангейзером.
С 1972 по 1984 гг. Дэвис был главным приглашённым дирижёром Бостонского симфонического оркестра. Впоследствии с 1983 по 1993 годы он был главным дирижёром Симфонического оркестра баварского радио. В 1991 году Дэвис был назван 'дирижёром-лауреатом' (Ehrendirigent) оркестра Дрезденской государственной капеллы, первым дирижёром за всю историю оркестра, получившим это звание. В 1995 году Дэвис приступил к работе в качестве главного дирижёра Лондонского симфонического оркестра (ЛСО). В период 1998—2003 гг. он был главным приглашённым дирижёром Нью-Йоркского филармонического оркестра. Дэвис сложил с себя обязанности главного дирижёра ЛСО 31 декабря 2006 года, а 1 января 2007-го стал президентом ЛСО.
В 1980 году Дэвис получил рыцарское звание. Он также являлся председателем кафедры оркестра в Королевской академии музыки в Лондоне.

### Личная жизнь
Его отец, Реджиналд, был солдатом во время Первой мировой войны. Его мать, Лиллиан, играла на фортепиано. У него было два брата, Норман и Хауард, а также четыре сестры.
В 1949 году Дэвис женился на певице сопрано Эйприл Кантело. У них двое детей: Сюзэнн и Кристофер. Их брак завершился в 1964 году. В том же году Дэвис женился на юной иранке Ашраф «Шамси» Наини, ранее находившейся у него в семье в качестве au pair. У них пять детей: Курош (род. в 1966-м), Фархад (род. в 1967-м), Кавус (род. в 1968-м), Шеида (род. в 1977-м), и Ялда (род. в 1979-м).
Умер в Лондоне.

## Записи
Записи с Бостонским симфоническим оркестром, выпущенные на лейбле Philips:
- Клод Дебюсси: La Mer (1982)
- Клод Дебюсси: Три Ноктюрна, совместно с женским составом Тэнглвудского фестивального хора (1982)
- Эдвард Григ: Фортепианный концерт, совместно с Клаудио Аррау (1980)
- Феликс Мендельсон: Музыка к комедии «Сон в летнюю ночь» (1975)
- Феликс Мендельсон: Симфония № 4 (1975)
- Франц Шуберт: Музыка к «Розамунде» (1982)
- Франц Шуберт: Симфония № 9 (1980)
- Роберт Шуман: Фортепианный концерт, совместно с Клаудио Аррау (1980)
- Ян Сибелиус: Симфония № 1 (1976)
- Ян Сибелиус: Симфония № 2 (1976)
- Ян Сибелиус: Симфония № 3 (1976)
- Ян Сибелиус: Симфония № 4 (1975)
- Ян Сибелиус: Симфония № 5 (1976)
- Ян Сибелиус: Симфония № 6 (1976)
- Ян Сибелиус: Симфония № 7 (1975)
- Ян Сибелиус: Сага (1980)
- Ян Сибелиус: Финляндия (1976)
- Ян Сибелиус: Карелия (1979)
- Ян Сибелиус: Дочь Похьолы (1979)
- Ян Сибелиус: Туонельский лебедь(1976)
- Ян Сибелиус: Тапиола (1976)
- Ян Сибелиус: Грустный вальс (1980)
- Пётр Ильич Чайковский: Фортепианный концерт № 1, совместно с Клаудио Аррау (1979)
- Пётр Ильич Чайковский: «1812 год», торжественная увертюра, совместно с Тэнглвудским фестивальным хором (1980)
- Пётр Ильич Чайковский: «Ромео и Джульетта», увертюра-фантазия (1979)

Записи с Лондонским симфоническим оркестром:
- Сергей Прокофьев: Скрипичные концерты, совместно с Дмитрием Ситковецким
- Уильям Уолтон: Симфония № 1

## Признание
По результатам опроса, проведённого в ноябре 2010 года британским журналом о классической музыке BBC Music Magazine, Колин Дэвис занял восемнадцатое место в списке из двадцати наиболее выдающихся дирижёров всех времён. Опрос проводился среди ста дирижёров из разных стран, среди которых такие музыканты, как Валерий Гергиев (Россия), Густаво Дудамель (Венесуэла), Марис Янсонс (Латвия), а также сам Дэвис. Введён в Зал славы журнала Gramophone .

## Награды
- Орден Кавалеров Чести
- Орден Британской империи